# Slag bij Phyle
De Slag bij Phyle werd gevochten tussen de Atheense bannelingen die probeerden om de democratie in Athene te herstellen en een Spartaans garnizoen dat probeerde om de oligarchische Dertig Tirannen te beschermen. In de slag versloegen 700 Atheense bannelingen onder Thrasybulus beslissend de Spartanen en hun Atheense cavalerie in een hinderlaag.

## Achtergrond
Na Athenes nederlaag in de Peloponnesische Oorlog werd er een oligarchische regering ingesteld in Athene door Lysander en de overwinnende Spartanen. Deze regering, die bekend werd als de Dertig Tirannen als resultaat van haar brutale acties, verdreven of verbanden een aantal burgers. Velen van hen verzamelden zich in Thebe, waar ze hulp kregen van de anti-Spartaanse regering van Ismenias. Laat in het jaar 404 v.Chr. staken 70 van deze bannelingen, onder leiding van Thrasybulus, de grens over naar Attika en bezetten het goed verdedigde fort van Phyle op de Parnesberg.
De Dertig, die deze bedreiging de kop wilden indrukken, marcheerden naar Phyle om het fort aan te vallen, maar nadat een eerste aanval teruggedreven werd, dreef een sneeuwstorm hen terug naar Athene. Ondertussen kwamen er steeds meer bannelingen aan in Phyle, waardoor het leger groeide. De Dertig stuurden daarna het Spartaanse garnizoen van Athene, samen met een aantal ruiters, om Phyle in het oog te houden en ervoor te zorgen dat de bannelingen het platteland niet zouden plunderen.

## De slag
Het Spartaanse leger sloeg haar kamp op op een vlakte 3 km van Phyle, en van daaruit bewaakten ze het gebied. Tegen die tijd waren er echter al zo veel bannelingen naar Phyle gekomen dat Thrasybulus nu de leiding had over een 700 man sterk leger. Met dit leger vertrok hij 's nachts uit Phyle en omsingelde het Spartaanse kamp; bij zonsopkomst vielen de bannelingen aan, waardoor ze de Spartanen verrasten toen ze opstonden. Er volgde een algemene vlucht; 120 hoplieten, net geen vijfde van het Spartaanse leger, werden gedood, net als drie ruiters. Het verslagen leger vluchtte terug naar Athene in verwarring; nadat ze hen 2 km achtervolgd hadden, keerden de overwinnende bannelingen terug naar Phyle.

## Gevolgen
Deze onverwachte nederlaag zorgde ervoor dat het vertrouwen van de regering in Athene een deuk kreeg, en de Dertig Tirannen maakten zich kort hierna klaar om te vluchten naar Eleusis door het gevangennemen en executeren van mogelijke politieke tegenstanders daar. Het prestige van de opstandelingen was dankzij de overwinning echter flink gegroeid en nieuwe vrijwilligers sloten zich bij hen aan. Slechts enkele dagen na de slag bij Phyle leidde Thrasybulus een leger van 1.000 man naar Piraeus. Daar behaalde hij nog een overwinning, waarna de Dertig vluchtten naar Eleusis. Hierna volgde een patstelling, met Thrasybulus die Piraeus bezet hield terwijl de nieuwe oligarchische regering Athene in haar bezit had. De patstelling werd beëindigd toen een Spartaans leger onder Pausanias aankwam. Na een onbesliste veldslag gevochten te hebben met de mannen uit Phyle, sloot Pausanias een verdrag waarin stond dat de democratische regering in Athene hersteld werd.